# Pápai kistérség

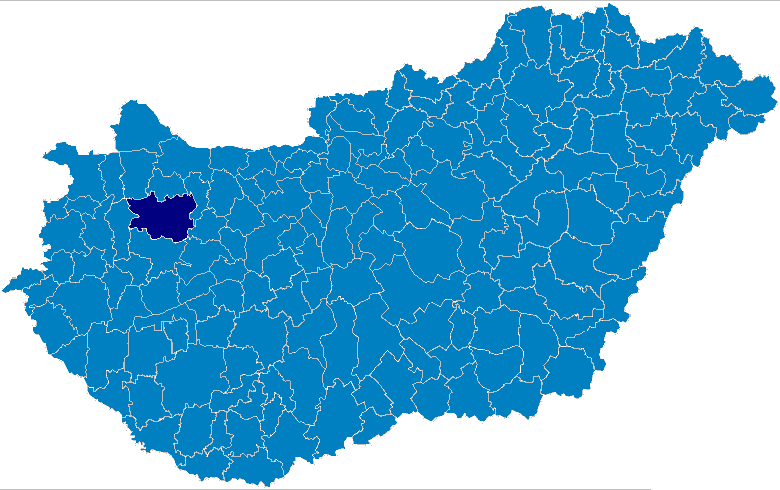
A Pápai kistérség

A Pápai kistérség egy kistérség volt Veszprém megyében, központja Pápa volt. 49 település alkotta. Területe 1021,18 km², lakosainak száma 2007-ben 62 007 volt. 2014-ben az összes többi kistérséghez hasonlóan megszűnt.

## Települései
| Adásztevel     | Bakonyjákó   | Bakonykoppány | Bakonyság      | Bakonyszentiván   |
| Bakonyszücs    | Bakonytamási | Béb           | Békás          | Csót              |
| Dáka           | Döbrönte     | Egyházaskesző | Farkasgyepű    | Ganna             |
| Gecse          | Gic          | Homokbödöge   | Kemeneshőgyész | Kemenesszentpéter |
| Kup            | Külsővat     | Lovászpatona  | Magyargencs    | Malomsok          |
| Marcalgergelyi | Marcaltő     | Mezőlak       | Mihályháza     | Nagyacsád         |
| Nagydém        | Nagygyimót   | Nagytevel     | Nemesgörzsöny  | Nemesszalók       |
| Németbánya     | Nóráp        | Nyárád        | Pápa           | Pápadereske       |
| Pápakovácsi    | Pápasalamon  | Pápateszér    | Takácsi        | Ugod              |
| Vanyola        | Várkesző     | Vaszar        | Vinár          |                   |

## Fekvése
Veszprém megye északnyugati részén feküdt. A térség legfontosabb közútja a 83-as főútvonal volt, amely Győr és a 8-as főút között teremtett kapcsolatot.

## Története
2002-ben Bakonyszentlászló, Bakonygyirót, Fenyőfő, Románd, Sikátor és Veszprémvarsány átkerültek a Pápai kistérségből a Győr-Moson-Sopron megyei Pannonhalmai kistérségbe.

## Vallás
A 2001-es népszámlálás adatai szerint a kistérség 63 336 lakosának nagy többsége, 55 834 fő (88,2%) a négy legnagyobb keresztény felekezethez tartozónak vallja magát, ez az adat 6,5%-kal haladja meg az országos átlagot. Ebből római katolikusnak 38 624 (61%), reformátusnak 9497 (15%), evangélikusnak 7609 (12%), görögkatolikusnak pedig 104 fő (0,2%) vallotta magát. Tehát az országos átlaghoz viszonyítva a kistérségben jóval nagyobb az evangélikusok és magasabb a római katolikusok aránya, de kisebb a reformátusoké és különösen alacsony a görögkatolikusoké. Az országos adatokhoz képest kevesebben jelölték meg magukat nem vallásosként vagy tagadták meg a válaszadást. A kistérség 49 települése közül 41 római katolikus többségű (köztük az összes nagyobb település), 4 község evangélikus többségű, 3 település református többségű, egy községben pedig (Mezőlakon) ugyanannyian vallották magukat római katolikusnak, mint reformátusnak.